# 강화도 방어전
강화도 방어전(江華島防禦戰)은 병자호란 와중인 1637년 2월 16일 청나라의 화석예친왕 아이신기오로 도르곤이 강화도를 공격, 이에 조선군이 응전했으나 패배하고 결국에는 항복한 전투다.
이 전투의 결과 남한산성으로 가 있던 인조와 소현세자 및 대신들을 제외한 왕족들과 신하들이 몽땅 청군의 포로가 되었다. 이로써 조선 정부는 유사시 활동할 수 있는 요인들이 한꺼번에 증발하여 완전히 붕괴했다. 이 소식을 4일 뒤인 음력 1월 26일 잉굴다이에게 전해들은 남한산성의 인조는 더 이상 버틸 수가 없어져 항복하기에 이른다.

## 전투의 경과
이하 내용은 모두 인조실록 1637년 1월 16일
청군이 강화도를 공격하겠다고 경고했는데, 이때 강화해협의 얼음이 녹은 뒤인지라 사람들이 모두 허세라고 여겼다. 강화유수 장신은 광성보에서, 충청수사 강진흔은 연미정에서 수비를 맡고 있었는데, 장비를 미처 모두 싣지 못했다.
도르곤이 군사 3만을 삼판선 수십 척에 나누어 태우고 갑곶진으로 홍이포 포격을 가하니 조선군이 모두 두려워하여 나서지 못했다. 이 틈을 타 삼판선에 나눠 타 있던 청군이 급히 해협을 건너왔다. 이것을 본 강도검찰사 김경징과 장신 등이 모두 도망쳤다. 장관 구원일이 장신을 죽이고 자신이 대신 군사를 통솔해 반격하려 했으나 장신이 눈치채고 이를 막자 통곡한 뒤 바다에 투신자살했다. 중군 황선신이 수백 명 군사와 함께 싸우다가 죽었다.
강화부성 밖 언덕에 청군이 주둔하였다. 봉림대군이 결사대를 모집해 돌격했으나 피해만 입고 돌아왔다. 판돈녕부사 김상용이 남쪽 성문 문루에 화약 더미를 쌓아 놓고 앉아 있다가 청군이 접근하자 담뱃불을 붙여 자폭했다. 참의 홍명형과 별좌 권순장이 뒤이어 불길 속에 뛰어들어 죽었다. 곧 30,000명 청군이 강화부성을 완전히 포위했다. 도르곤이 성 밑에서 소리치기를, “성을 함락시키기는 쉽지만 하지 않는 것은 황제의 명 때문이다. 황제가 이미 강화를 허락했으니 관원을 보내라”고 요구했다. 이에 봉림대군, 한흥일, 윤방 등이 의논한 끝에 성문을 열고 나가 항복했다. 해저물녘에 봉림대군과 도르곤이 나란히 말을 타고 강화부성으로 들어가고, 군사들은 성 밖에 머물렀다. 도르곤은 동서로 서로 길을 나누어 조선군과 청군이 피차 서로 섞이지 않도록 하고, 살육과 약탈을 하지 못하게 단속했으며 포로로 잡은 여자들을 풀어주었다.
항복 절차가 완료되자 도르곤이 강화해협을 건너 돌아갔는데, 도르곤이 가자마자 단속할 사람이 없어진 몽고 용병들이 고삐가 풀려 성 안으로 난입해 방화, 살인, 강간, 약탈을 일삼았다. 윤방이 종묘의 신주를 땅속에 묻어 감추어 두었는데 몽고병들이 이를 파헤쳐 인순왕후의 신주가 분실되었다.

## 후처리
김경징에게 사약이 내려졌고, 강진흔은 참수당했다.